# Barry Thomas (rugbysta)
Barry Thomas (ur. 21 lipca 1937 w Auckland, zm. 5 stycznia 2018 tamże) – nowozelandzki rugbysta grający na pozycji filara młyna, reprezentant kraju, trener i działacz sportowy.
W trakcie kariery sportowej reprezentował do 1968 roku klub Manukau Rovers RFC, z którym w ostatnim roku gry zdobył Gallaher Shield – pierwsze w historii klubu trofeum w rozgrywkach Auckland Rugby Football Union. Dla regionu Auckland, w latach 1958–1967 rozegrał osiemdziesiąt sześć spotkań, będąc członkiem zespołu podczas zwycięskiej passy w Ranfurly Shield w latach 1959–1963. Rywalizował wówczas o miejsce w składzie z takimi zawodnikami jak Wilson Whineray czy Hallard White, był również wykorzystywany jako wspieracz. W roku 1964 grał natomiast dla Wellington zaliczając dziewięć występów.
W nowozelandzkiej reprezentacji zadebiutował w roku 1962, kolejny sezon opuścił z powodu kontuzji, w kolejnych trzech testmeczach zagrał w roku 1964. Pojawienie się w składzie Kena Graya oraz powrót Whineraya spowodowały, że więcej w kadrze już nie zagrał, choć w sprawdzianach uczestniczył do roku 1968. Łącznie zatem w latach 1962–1964 rozegrał cztery testmecze dla All Blacks, wszystkie przeciwko Wallabies.
W 1970 roku trenował pierwszy zespół Manukau Rovers RFC, był także jego działaczem.
Żonaty z Josephine, dzieci – Michael, Gregory, Kevin, Stephen, Cameron i Kaylene.